# なーのちゃん
なーのちゃんは、長野県最大の地方新聞である信濃毎日新聞が、2008年8月から使用しているマスコットキャラクター。
2008年7月に紙面で読者投票を行い、3案のキャラクター候補からこのキャラクターと名前が決まった。
既に信濃毎日新聞販売店連合会が採用しているサン太郎というキャラクターがいるが、
信濃毎日新聞が独自に採用したのはなーのちゃんが最初である。

## キャラクター
信州の森に住む妖精で、長野県の山岳地帯に生息する小動物オコジョがモデル。
性別や年齢は不明だが、誕生日は信濃毎日新聞創刊と同じ7月5日。
普段は両親と何人かのきょうだい（性別不明）や友達と森の中で暮らしている。
好奇心旺盛で、新聞が大好き。
気になる記事があると、「（原因は）なんなーの？」と言って、
新聞を折って作った紙飛行機に乗って自分で取材に行ってしまう事がある。
紙面愛読者の小学生が信濃毎日新聞に寄せた応援の手紙が朝刊紙面に載っており、
なーのちゃんの友達「まーめちゃん」と「りんちゃん」が描かれていたが、
信濃毎日新聞からの正式なコメントは無く、本当の友達なのかは不明である。

## 誕生までの経緯と歴史
- 2008年7月23日

信濃毎日新聞創刊135周年を記念したマスコットキャラクターの公募が紙面で発表された。
紙面にはA,B,C3案のキャラクターデザインが選出されており、
その中のいずれかのキャラクターを選び、名称を一般公募するという内容であった。
投票はハガキかインターネットによる記名投票形式が採用された。
- 2008年8月28日

読者投票の結果、キャラクターデザインはA案に決まり、
名前は「なーのちゃん」に決定した。
総投票数3129票のうち、A案には半数を超える1764票が投じられ、
その人気ぶりを物語っていた。
信濃毎日新聞社の推測によると、なーのちゃんの名前の由来は、
長野県の旧名信濃（しなの）からきているらしい。
- 2008年9月10日

信毎祭りにて、取材と号外新聞発行を兼ねたマイクロバスの多目的広報車「なーのちゃん号」を発表。
車体の全方向をなーのちゃんのイラストが覆っている、大変目立つバスである。
以後、県内の様々なイベントを取材するなーのちゃん号が各地で目撃されるようになる。

## 関連グッズ
無料のグッズとしては、ボールペン、クリアファイル、シール、うちわ、バスタオルなどがある。
信濃毎日新聞長野本社へ見学に行くと記念品として贈呈されるらしい。
2014年からは信毎読者サイト「なーのちゃんクラブ」にて、有料のオリジナルグッズをオンライン販売している。
ストラップ、バンダナ、タオルマフラー、Tシャツ、パーカーなど多くの商品がラインナップされている。